# Susannah Fielding
Susannah Glanville-Hearson (nacida el 10 de junio de 1985), más conocida por su nombre artístico, Susannah Fielding, es una actriz inglesa que ha trabajado en el teatro, la televisión y el cine. Ganó el premio Ian Charleson en 2014 por su papel de Portia en El Mercader de Venecia en el Almeida Theatre.

## Infancia y educación
Fielding nació en Poole, Inglaterra, y creció en Portsmouth antes de pasar dos años de internado en la escuela Christ's Hospital en el condado de Sussex, donde se enamoró de la interpretación. Se formó en la Escuela Guildhall de Música y Drama; sus actuaciones incluyeron el papel de Trínculo en La Tempestad (dirigida por Patsy Rodenburg) y el de  Myrrah en los Cuentos de Ovidio (dirigida por Christian Burgess). Se graduó por Guildhall en 2006.

## Carrera

### Teatro
Los cuatro primeros papeles de Fielding en el teatro fueron en cuatro producciones en el Teatro Nacional: The Rose Tattoo (2007), Philistines (2007), Much Ado About Nothing (2007) y The Hour We Knew Nothing Of Each Other (2008). Fue premiada con un accésit del premio Ian Charleson por su papel de Pietra en la obra de Ibsen Un enemigo del pueblo en el Sheffield Crisol en el 2010 junto a Antony Sher.
En 2011 hizo el papel de Portia en la producción de Rupert Goold de El Mercader de Venecia para la Royal Shakespeare Company, junto a Sir Patrick Stewart como Shylock,, papel que retomó el papel en la producción para el Almeida Theatre en 2014. En 2012, fue elegida para hacer el papel de Kim en la gira británica de All New People, una comedia de humor negro escrita y protagonizada por Zach Braff. La gira británica incluyó Mánchester y Glasgow, antes de culminar con 10 semanas en Londres, el teatro Duque de York. Fielding hizo el papel de Evelyn Williams en el musical American Psycho en el Almeida Theatre, en diciembre de 2013.
Fielding ganó el premio Ian Charleson en 2014  por su retomado papel de Portia en El Mercader de Venecia en el Almeida Theatre. Michael Grandage, uno de los cuatro jueces, dijo de su puesta en escena, en un casino de Las Vegas, que ella había hecho suyo tan conocido papel, con un "impecable acento americano y una gran inteligencia en al escoger sus opciones sobre el papel".

### Televisión
En 2008 apareció en Firewall, el segundo episodio de la serie de la BBC Wallander. En 2009 vimos a Fielding como artista invitada en The Bill, en el papel de Rochelle Chapman. En 2010 apareció en el episodio "La victoria de los Daleks",de la serie Doctor Who, así como en un episodio de Midsomer Murders y Comedy Lab. Hizo el papel de Chloe en la comedia de enredo del Canal 4 Pete versus Life. En 2016 Susannah hizo el papel de Emma (el compañero de Murray, que está enamorado de él) en, I Want My Wife Back

### Cine
Fielding apareció en las películas de 2010 4.3.2.1 y 1st Night (originalmente titulada Cosi), para las que aprendió a cantar ópera en italiano. En 2011 protagonizó Kill Keith, una comedia de terror de la película con Keith Chegwin. Apareció en 2012 en la comedia romántica The Knot junto a Mena Suvari y Noel Clarke.

## Vida personal
Fielding tuvo una relación con el actor Tom Hiddleston, que apareció con ella en un episodio de Wallander en 2008. Su relación terminó en noviembre de 2011.

## Papeles en el teatro
| Año  | Producción                             | Papel           | Lugar                     |
| ---- | -------------------------------------- | --------------- | ------------------------- |
| 2007 | The Rose Tattoo                        | Rosa            | National Theatre          |
| 2007 | Philistines                            | Polya           | National Theatre          |
| 2007 | Much Ado About Nothing                 | Hero            | National Theatre          |
| 2008 | The Hour We Knew Nothing Of Each Other | Ensemble        | National Theatre          |
| 2010 | An Enemy of the People                 | Petra           | Sheffield Crucible        |
| 2011 | The Merchant of Venice                 | Portia          | Royal Shakespeare Theatre |
| 2012 | All New People                         | Kim             | Duke of York's Theatre    |
| 2013 | American Psycho                        | Evelyn Williams | Almeida Theatre           |
| 2014 | The Merchant of Venice                 | Portia          | Almeida Theatre           |
| 2015 | The Beaux' Stratagem                   | Mrs Sullen      | National Theatre          |
| 2015 | Bull                                   | Isobel          | Young Vic                 |

## Filmografía
| Año  | Título                   | Papel                   | Notas                                              |
| ---- | ------------------------ | ----------------------- | -------------------------------------------------- |
| 2008 | She Stoops to Conquer    | Kate Hardcastle         | TV movie                                           |
| 2008 | Wallander                | Sonja Hokberg           | TV series (1 episodio: "Firewall")                 |
| 2009 | The Bill                 | Rochelle Chapman        | TV series (1 episodio: "Trust Me")                 |
| 2010 | Doctor Who               | Lilian                  | TV series (1 episodio: "Victory of the Daleks")    |
| 2010 | Comedy Lab               | Sam                     | TV series (1 episodio: "Filth")                    |
| 2010 | 4.3.2.1                  | Jas                     |                                                    |
| 2010 | 1st Night                | Debbie                  |                                                    |
| 2010 | Midsomer Murders         | Jessica Peach           | TV series (1 episodio: "The Silent Land")          |
| 2010 | Pete versus Life         | Chloe                   | TV series (4 episodios)                            |
| 2010 | Watching                 | Annie                   | Short film                                         |
| 2011 | Kill Keith               | Dawn                    |                                                    |
| 2012 | The Knot                 | Julie                   |                                                    |
| 2012 | 4Funnies                 | Melodie                 | TV series (1 episodio: "Uncle")                    |
| 2012 | Uncle                    | Melodine                | TV movie                                           |
| 2013 | Pramface                 | Francesca               | TV series (1 episodio: "Grumpy and Target Boy")    |
| 2013 | Jo                       | Gabrielle               | TV series (1 episodio: "Place Vendôme")            |
| 2013 | Love Matters             | Siobhan                 | TV series (1 episodio: "A Nice Arrangement")       |
| 2013 | The Job Lot              | Mia Gibbs               | TV series (1 episodio)                             |
| 2013 | Drifters                 | Fay                     | TV series (1 episodio)                             |
| 2014 | Father Brown             | Bunty Pryde             | TV series (episodio 2.3 "The Pride of the Prydes") |
| 2014 | Scrotal Recall           | Phoebe Morris           | TV series (1 episodio: "Phoebe")                   |
| 2015 | Death in Paradise        | Elizabeth `Betty' Floss | TV series (episodio 4.4)                           |
| 2015 | The Witcher 3: Wild Hunt | Shani                   | Video game Expansion park Hearts of Stone          |
| 2016 | I Want My Wife Back      | Emma                    | BBC One TV sitcom series                           |
| 2016 | Forza Horizon 3          | Amy Simpson             | Videojuego                                         |
| 2016 | Black Mirror             | Carol                   | Episodio: "Nosedive"                               |
| 2016 | The Great Indoors        | Brooke                  | 1ª temporada                                       |
| 2018 | Silent Witness           | Emma Singh              | Serie de TV                                        |
| 2018 | High & Dry               | Sandra                  | Episodios: "The Trial" y "The Camp"                |
| 2025 | Deep Cover               | Ruth                    | Película                                           |